# زرنيخات الألومنيوم
زرنيخات الألومنيوم (أو أرسينات الألومنيوم) هو مركب غير عضوي يُرمز له بالصيغة الكيميائية. AlAsO4
يتواجد في معظم الأحيان على شكل ثماني الهيدرات. يكون عادة صلباً وعديم اللون وينتج عن طريق التفاعل الكيميائي زرنيخات الصوديوم (أرسينات الصوديوم) وملح الألومينيوم القابل للذوبان.

## انظر ايضاً
- زرنيخات
- زرنيخات الصوديوم
- زرنيخات الكالسيوم
- زرنيخات البوتاسيوم
- زرنيخات ثنائي هيدروجين الصوديوم